# Giorgio Barchiesi
Giorgio Barchiesi, noto anche con lo pseudonimo di Giorgione (Roma, 7 giugno 1957), è un personaggio televisivo italiano.

## Biografia
Romano di nascita, si diploma come perito agrario, e a diciannove anni lascia la capitale per intraprendere gli studi di veterinaria presso l'Università di Perugia, senza però completare il corso di laurea. Quindi si stabilisce definitivamente in Umbria, dapprima lavorando nell'azienda di un amico dove inizia a produrre olio di oliva. Nel 2006, insieme alla moglie, inaugura il ristorante Alla Via di mezzo a Montefalco (provincia di Perugia), dove impiega principalmente ingredienti di produzione propria o prodotti del territorio limitrofo. 
Nel febbraio 2012, inizia a condurre una serie televisiva su Gambero Rosso Channel, dal titolo Giorgione - Orto e Cucina, dedicata ai prodotti del periodo autunnale; nel mese di luglio segue una seconda serie, dedicata in particolare a frutta, verdura e alle ricette del periodo estivo. Nel 2014 realizza e conduce Giorgione porto e cucina, dedicata ai piatti di mare, con il pescato proveniente dalle località di mare in cui ha vissuto: Anzio e Trani. 
Nel 2016, si trasferisce temporaneamente in Val Pusteria con una trasmissione dedicata alla cucina di montagna: Giorgione monti e cucina. Successivamente ritorna in Umbria riprendendo la trasmissione originaria, Giorgione – Orto e Cucina, dedicandosi, tuttavia, alla cucina regionale italiana con puntate da varie località d'Italia.
Nel 2020 recita nel lungometraggio Figli, diretto da Giuseppe Bonito. Dal 2020 conduce L'Alfabeto di Giorgione, prima sui social Instagram e Facebook, per poi approdare in TV, dove in ordine alfabetico propone ricette di vario tipo basate su un solo ingrediente. Nel 2021 conduce Giorgione - A grande richiesta, sempre su Gambero Rosso.
Nel 2022 conduce Essere Giorgione, dove racconta la sua vita quotidiana assieme alla sua famiglia, e Giorgione in Monferrato. Da luglio inizia a condurre Giorgione a casa tua, una serie dove viene ospitato in varie località a cucinare dai suoi fan tra cui lo chef napoletano Peppe Guida.

## Opere
- Giorgio Barchiesi, Giorgione. Orto e cucina, vol. 1, Roma, Gambero Rosso GRH, 2014, ISBN 9788866410393.
- Giorgio Barchiesi, Giorgione. Le origini, Roma, Gambero Rosso GRH, 2015, ISBN 9788866410638.
- Giorgio Barchiesi, Giorgione. Orto e cucina, vol. 2, Roma, Gambero Rosso GRH, 2016, ISBN 9788866411192.
- Giorgio Barchiesi, Giorgione. Orto e cucina, vol. 3, Roma, Gambero Rosso GRH, 2017, ISBN 9788866411321.
- Giorgio Barchiesi, Impara con Giorgione, Roma, Gambero Rosso GRH, 2018, ISBN 9788866411550.
- Giorgio Barchiesi, Giorgione. Orto e cucina, vol. 4, Roma, Gambero Rosso GRH, 2019, ISBN 9788866411789.

## Televisione
- Giorgione - Orto e Cucina  (Gambero Rosso, 2012 - 2020)
- Giorgione - Porto e Cucina (Gambero Rosso, 2014)
- Giorgione - Monti e Cucina (Gambero Rosso, 2016)
- Giorgione e Vito con i suoi (Gambero Rosso, 2017)
- Giorgione - Orto e Cucina Casa Casetta (Gambero Rosso, 2019)
- Km Italia (Gambero Rosso, 2020)
- Giorgione in cammino (Gambero Rosso, 2020 - 2021)
- Natale da Giorgione (Gambero Rosso, dal 2020)
- L'alfabeto di Giorgione (Instagram e Facebook tra il 2020 e il 2021, poi Gambero Rosso dal 2021)
- Giorgione - A Grande Richiesta (Gambero Rosso, 2021)
- Essere Giorgione (Gambero Rosso, 2022)
- Giorgione a casa tua (Gambero Rosso, dal 2022)
- Feste con Giorgione (Gambero Rosso, 2023)
- Caro Giorgione - Appunti di una Vita al Dente (Gambero Rosso, 2023)

## Cinema
- Figli, regia di Giuseppe Bonito (2020)